# Yale Udoff
Yale M. Udoff (Nueva York, 29 de marzo de 1935 – Burbank, 19 de julio de 2018) fue un guionista y dramaturgo estadounidense.

## Biografía
Udoff se graduó en la Universidad Estatal de Míchigan y estudió además derecho en el Georgetown University Law Center.
Udoff empezó a trabajar para la CBS y posteriormente en la ABC. Colaboró con productores como Roone Arledge, Douglas S. Cramer y Edgar Scherick. En 1980, fue guionista de Contratiempo (Bad Timing), dirigida por Nicolas Roeg. Junto con el director Duncan Gibbins, escribió el guion de Eve of Destruction de 1991.
Udoff escribió diferentes obras de teatro como The Little Gentleman & The Club y A Gun Play. Su obra Magritte Skies se estrenó en el Playwrights Horizons de Nueva York en 1976. 